# Pyrausta paupellalis
Pyrausta paupellalis là một loài bướm đêm trong họ Crambidae.